# Coolaid
"Coolaid" é o décimo quarto álbum de estúdio do rapper estadunidense Snoop Dogg. Foi lançado em 1 de julho de 2016, pelas Editora discográficas; Doggystyle Records e eOne Music. A produção do disco ocorreu entre 2015 e 2016 em vários estúdios de gravação e foi tratado por Snoop Dogg e outros produtores de discos, incluindo Just Blaze, Swizz Beatz e Timbaland. Coolaid conta com participações de Too Short, Swizz Beatz, Jeremih, Wiz Khalifa, Trick Trick, E-40, Jazze Pha, Suga Free e October London.
O título do álbum foi revelada durante o late-night talk show Jimmy Kimmel Live! Em 2 de junho. O primeiro single do álbum "Kush Ups" foi lançado em 7 de junho, sendo acompanhado pelo single Point Seen Money Gone lançado em 27 de junho 2016. Coolaid foi o primeiro álbum de hip hop do artista desde Doggumentary (2011). O álbum é a sequencia de seu décimo terceiro álbum de estúdio Bush (2015).
O álbum recebeu comentarias favoráveis da crítica musical especializada, recebendo elogios pela sua habilidade vocal e suas escolhas na produção do disco.

## Antecedentes
Em 5 de março de 2016 a revista Billboard divulgou uma entrevista com o produtor musical Just Blaze, na qual ele diz que esta trabalhando no novo álbum de Snoop Dogg. Em maio do mesmo ano, o rapper publicou na sua conta no aplicativo instagram, que seu novo projeto seria lançado no verão do mesmo ano.

## Lançamento e promoção
Apos lançar seu álbum de funk, Bush, em meados de 2015, Snoop voltou a cantar hip hop, lançando as canções "Back Up" e "I'm from Long Beach". Em 20 de Abril 2016, o rapper lançou o single "Late Nights", lançado em comemoração ao dia 4/20. A canção foi produzido por Mike WiLL Made-It. Em 16 de maio de 2016, Snoop anunciou que o novo álbum será lançado em 1 de Julho. Em 02 de junho de 2016, Snoop Dogg anunciou que o nome do álbum é "Coolaid" e realizou as canções "Fireworks" e "Legend" no Jimmy Kimmel Live!. A arte da capa foi divulgada no mesmo dia, e foi criada por Darryl "Joe Cool" Daniel e Justin Roach. A arte da capa de Coolaid, tem estilo semelhante de seus lançamentos anteriores Doggystyle (1993) e Tha Last Meal (2000). Coolaid foi disponibilizado para streaming exclusivamente na Apple Music em 29 de junho de 2016. O álbum foi lançado para Download digital em 1 de julho de 2016, e a versão física será lançada em 15 de julho de 2016.

## Singles
"Kush Ups" foi lançado como primeiro single do álbum em 7 de junho de 2016. A faixa conta com a participação de Wiz Khalifa e foi produzida por KJ Conteh. O video clipe da canção foi lançado no mesmo dia no website oficial do artista.
"Point Seen Money Gone" foi lançado como segundo single do álbum em 27 de junho de 2016. A faixa foi produzida por Bongo.

### Outras canções
A faixa "Coolaid Man" foi disponibilizada para download na versão prévia do álbum em 28 de junho de 2016. "Legend" foi lançada para download na versão prévia do álbum em 28 de junho de 2016. Em 29 de junho de 2016 a faixa "My Carz" foi disponibilizada para download na versão prévia do álbum. A canção foi produzida por J Dilla.

## Recepção da crítica
| Críticas profissionais | Críticas profissionais |
| Avaliações da crítica  | Avaliações da crítica  |
| Fonte                  | Avaliação              |
| ---------------------- | ---------------------- |
| The Guardian           | [ 21 ]                 |
| HipHopDX               | 3.9/5                  |

O álbum recebeu comentários favoráveis da crítica especializada.

## Performance comercial
Coolaid recebeu mais de 4.7 milhões de fluxos de mídia nos primeiros cinco dias após seu lançamento.

## Faixas
| Coolaid — Edição padrão nos Estados Unidos |                                                                   |                                                                         |                                              |         |  |
| N.º                                        | Título                                                            | Compositor(es)                                                          | Produtor(es)                                 | Duração |  |
| 1.                                         | "Legend"                                                          | Calvin Broadus Uforo "Bongo" Ebong                                      | Bongo                                        | 3:47    |  |
| 2.                                         | "Ten Toes Down"                                                   | Broadus                                                                 | Los                                          | 4:07    |  |
| 3.                                         | "Don't Stop" (com participação de Too Short)                      | Broadus Todd Shaw Dominick Lamb                                         | Nottz                                        | 3:41    |  |
| 4.                                         | "Super Crip"                                                      | Broadus Justin Smith                                                    | Just Blaze                                   | 3:46    |  |
| 5.                                         | "Coolaid Man"                                                     | Broadus Ronald LaTour Kevin "Cubeatz" Gomringer Tim "Cubeatz" Gomringer | Cardo Cubeatz                                | 3:27    |  |
| 6.                                         | "Let Me See Em Up" (com participação de Swizz Beatz)              | Broadus Kaseem Dean                                                     | Swizz Beatz Musicman Ty [a] Avenue Beatz [a] | 3:47    |  |
| 7.                                         | "Point Seen Money Gone" (com participação de Jeremih)             | Broadus Jeremih Felton Ebong                                            | Bongo                                        | 4:19    |  |
| 8.                                         | "Oh Na Na" (com participação de Wiz Khalifa)                      | Broadus Cameron Thomaz Delmar Arnaud                                    | Daz Dillinger Dazmin Soopafly [a]            | 3:21    |  |
| 9.                                         | "My Carz"                                                         | Broadus Gary Numan James Yancey                                         | J Dilla                                      | 3:37    |  |
| 10.                                        | "Two Or More"                                                     | Broadus                                                                 | Niggarachi                                   | 3:57    |  |
| 11.                                        | "Affiliated" (com participação de Trick Trick)                    | Broadus LaTour Christian Mathis                                         | Cardo                                        | 4:08    |  |
| 12.                                        | "Feel About Snoop"                                                | Broadus Dana Stinson                                                    | Rockwilder                                   | 2:52    |  |
| 13.                                        | "Light It Up" (com participação de Swizz Beatz)                   | Broadus Dean                                                            | Swizz Beatz Musicman Ty [a] Avenue Beatz [a] | 4:32    |  |
| 14.                                        | "Side Piece"                                                      | Broadus Dana                                                            | Swizz Beatz Musicman Ty [a] Avenue Beatz [a] | 4:53    |  |
| 15.                                        | "Kush Ups" (com participação de Wiz Khalifa)                      | Broadus Thomaz                                                          | KJ Conteh                                    | 3:57    |  |
| 16.                                        | "Double Tap" (com participação de E-40 e Jazze Pha)               | Broadus Earl Stevens Phalon Alexander                                   | Jazze Pha                                    | 3:17    |  |
| 17.                                        | "Got Those"                                                       | Broadus Timothy Mosley                                                  | Timbaland                                    | 3:31    |  |
| 18.                                        | "Let the Beat Drop (Celebrate)" (com participação de Swizz Beatz) | Broadus Dean                                                            | Swizz Beatz Snagz [a] Musicman Ty [a]        | 4:24    |  |
| 19.                                        | "What If" (com participação de Suga Free)                         | Broadus Dejuan Rice John Stary                                          | Fingazz                                      | 3:27    |  |
| 20.                                        | "Revolution" (com participação de October London)                 | Broadus Smith                                                           | Just Blaze                                   | 4:12    |  |
| Duração total:                             | Duração total:                                                    | Duração total:                                                          | Duração total:                               | 1:17:09 |  |

Notas
- ↑[a]  significa co-produtor.
- "My Carz" contem samples da canção "Cars" performada por Gary Numan.

## Desempenho nas paradas
| \| Paradas (2016) \| Melhor posição \| \| ------------------------------------------------- \| -------------- \| \| Alemanha (Offizielle Top 100)[24] \| 89 \| \| Austrália (ARIA)[25] \| 51 \| \| Bélgica (Ultratop Flandres)[26] \| 145 \| \| Bélgica (Ultratop Valônia)[27] \| 164 \| \| Brasil (ABPD)[28] \| 27 \| \| Canadá (Billboard)[29] \| 37 \| \| Estados Unidos (Billboard 200)[30] \| 40 \| \| Estados Unidos (Billboard Independent Albums)[31] \| 3 \| \| Estados Unidos (Top R&B/Hip Hop Albums)[32] \| 5 \| \| França (SNEP)[33] \| 106 \| \| Reino Unido (UK Albums Chart)[34] \| 122 \| \| Reino Unido (UK R&B Albums Chart)[35] \| 9 \| |                |
| Paradas (2016) | Melhor posição |
| Alemanha (Offizielle Top 100) | 89             |
| Austrália (ARIA) | 51             |
| Bélgica (Ultratop Flandres) | 145            |
| Bélgica (Ultratop Valônia) | 164            |
| Brasil (ABPD) | 27             |
| Canadá (Billboard) | 37             |
| Estados Unidos (Billboard 200) | 40             |
| Estados Unidos (Billboard Independent Albums) | 3              |
| Estados Unidos (Top R&B/Hip Hop Albums) | 5              |
| França (SNEP) | 106            |
| Reino Unido (UK Albums Chart) | 122            |
| Reino Unido (UK R&B Albums Chart) | 9              |

## Histórico de lançamento
| País           | Data                | Formato          | Gravadora       | Ref.   |
| -------------- | ------------------- | ---------------- | --------------- | ------ |
| Mundo          | 1 de Julho de 2016  | Download digital | Doggystyle eOne | [ 36 ] |
| Estados Unidos | 15 de Julho de 2016 | CD               | Doggystyle eOne | [ 12 ] |